# Jean-Joachim Goriot
Jean-Joachim Goriot est un personnage de La Comédie humaine d'Honoré de Balzac. Né en 1750, mort en 1820 à Paris, il a des origines modestes et a fait fortune. Le roman Le Père Goriot, paru en 1835, raconte sa vie en se focalisant avant tout sur l'année qui précède sa mort.
Parmi les quelque 600 personnages qui réapparaissent dans les romans de La Comédie humaine, Goriot reste la figure unique d'un seul livre puisqu'il ne réapparaît que très rarement dans les autres récits de ce cycle romanesque. Outre Le Père Goriot, ce personnage apparaît ou est cité dans :
- Gobseck, écrit en 1830.
- Splendeurs et misères des courtisanes, écrit entre 1838 et 1847.
- Modeste Mignon, paru en 1844.
- La Maison Nucingen, paru en 1838.
- Le Colonel Chabert, où il est implicitement cité, paru en 1844.

## Description
Ouvrier vermicellier avant la Révolution, il rachète le fonds de commerce de son patron (ruiné par le soulèvement). Installé rue de la Jussienne, où il vend vermicelles, pâtes d'Italie et amidon, il devient président de la Section Jussienne et profite de la disette pour décupler le prix de ses farines, ce qui lui procure une énorme fortune. Il a épousé la fille d'un paysan de la Brie dont il a deux filles : Delphine et Anastasie.
Resté veuf, avec ses deux filles, il développe le sentiment de la paternité jusqu'à la folie, donnant à ses enfants une éducation bien au-dessus de leur classe sociale, et leur fournissant d'énormes dots. Sa première fille, Delphine deviendra baronne, la seconde, Anastasie, comtesse. Mais ce « Christ de la paternité » transforme graduellement son amour pour ses filles en passion, puis en vice. Selon Félicien Marceau, « si émouvant, si sublime qu'il soit, malgré les larmes qu'il nous arrache, cet amour paternel finit par présenter toutes les caractéristiques du vice ». Goriot encourage les adultères de ses filles pour s'assurer de leur bonheur et va même jusqu'à financer le « nid » de Delphine et de Rastignac, et jusqu'à sermonner le comte de Restaud, mari d'Anastasie, parce que ce dernier lui reproche ses dettes et son amant, De Trailles. Au lieu de ramener ses filles à la raison, Goriot, d'une certaine manière, les pousse au bout de leurs folies et parfois de leur corruption. En cela, il n'a rien de commun avec le roi Lear de Shakespeare (inspiration de Balzac pour l'écriture du Père Goriot). L'amour paternel abandonne toute morale, il dévore tout. Il ne reste plus que la passion et tout ce que la passion traîne avec elle de trouble.

## Chronologie de Jean-Joachim Goriot dansLe Père Goriot
- 1813. Veuf depuis de nombreuses années et ayant vendu son fonds à Muret, il espère vivre chez ses filles. Mais ses gendres refusent de le recevoir.
- 1814. Il se retire à la maison Vauquer, une pension « honorable » de la rue Neuve-Sainte-Geneviève. Il a encore huit à dix mille francs de rentes. Madame Vauquer est intéressée par ce veuf. Mais les allées et venues de ses filles lui donnent à penser qu'il entretient de jeunes maîtresses.
- 1815. Ponctionné par ses filles, le père Goriot demande à habiter le deuxième étage de la pension ; madame Vauquer commence à le mépriser.
- 1819. Il passe au troisième étage de la pension, « l'étage des pauvres ». Madame Vauquer, dépitée, commence à l'humilier. Il devient le souffre-douleur des pensionnaires qui ont appris que ses filles sont comtesse et baronne. La même année, Eugène de Rastignac l'a surpris en train de compresser des couverts en vermeil pour les vendre à un orfèvre. Il acquitte avec le produit de la vente un billet à ordre pour Anastasie de Restaud. Rastignac se rapproche du père Goriot en qui il voit la figure du père éternel et joue l'intermédiaire entre lui et ses filles. Rastignac s'éprend de Delphine de Nuncingen, qui le choisit comme amant, mi par affection, mi par intérêt, le jeune étudiant étant le cousin de la vicomtesse de Beauséant, personne centrale de l'aristocratie du boulevard Saint-Germain, dans laquelle elle souhaite avidement entrer. Le père Goriot, qui ne souhaite que le bonheur de sa fille, meuble pour Rastignac et Delphine un petit appartement, rue d'Artois, où il espère finir ses jours avec eux. Saisi d'une maladie qu'Horace Bianchon est impuissant à guérir, il attend désespérément sur son lit de mort la visite de ses deux filles, toutes deux occupées à participer au bal de la vicomtesse de Beauséant.
- 1820. Il meurt dans le plus total dénuement et le délire à la pension Vauquer. Seul Rastignac et Christophe, un garçon de peine, assistent à la messe funèbre de troisième classe donnée en l'église Saint-Étienne-du-Mont et à son enterrement au cimetière du Père-Lachaise.

## Sources bibliographiques
- Pierre Abraham, Créatures chez Balzac, Paris, Gallimard, Paris, 1931.
- Arthur-Graves Canfield, « Les personnages reparaissants de La Comédie humaine », Revue d’histoire littéraire de la France, janvier-mars et avril-juin 1934 ; réédité sous le titre The Reappearing Characters in Balzac’s « Comédie humaine », Chapell Hill, University of North Carolina Press, 1961 ; réimpression Greenwood Press, 1977.
- Anatole Cerfberr et Jules Christophe, Répertoire de « La Comédie humaine » de Balzac, introduction de Paul Bourget, Paris, Calmann-Lévy, 1893.
- Charles Lecour, Les Personnages de « La Comédie humaine », Paris, Vrin, 1967.
- Félix Longaud, Dictionnaire de Balzac, Paris, Larousse, 1969.
- Fernand Lotte, Dictionnaire biographique des personnages fictifs de « La Comédie humaine », avant-propos de Marcel Bouteron, Paris, José Corti, 1952.
- Félicien Marceau, Les Personnages de « La Comédie humaine », Paris, Gallimard, 1977, 375 p.
- Félicien Marceau, Balzac et son monde, Paris, Gallimard, coll. « Tel », 1970 ; édition revue et augmentée, 1986, 684 p.  (ISBN 2070706974).
- Anne-Marie Meininger et Pierre Citron, Index des personnages fictifs de « La Comédie humaine », Paris, Bibliothèque de la Pléiade, 1981, t. XII  (ISBN 2070108775), p. 1340-1341.
- Anatole Cerfberr et Jules Christophe, Répertoire de « La Comédie humaine » de Balzac, introduction de Boris Lyon-Caen, Éditions Classiques Garnier, 2008  (ISBN 9782351840160).